# 唐劍康
唐劍康（Donald 或 當奴，1974年1月18日—），為商業電台第二台叱吒903著名DJ以及叱咤903節目副總監。其父親為香港人，母親則為韓國人。香港二人男子搞笑組合ILUB成員之一。

## 簡介
唐劍康畢業於聖若望英文書院（小學部）和牛頭角天主教小學。他中學畢業於觀塘瑪利諾書院，為排球校隊隊員之一，負責打後排中位置。當時正在應付會考的Donald在收音機聽到招聘廣告，說商台正在招請辦公室助理，以後補身份加入商台。剛加入時擔任直播室控制員，後被調到製作部做製作助理。離開製作部後，Donald又被電台安排出勤做娛樂記者。直至電台高層有人事變動，新人事新作風，他始能開咪做主持。
之後他與占拍檔做了一個廣播劇I Love You Boyz，專門諷刺娛樂圈時弊，由於該劇大受歡迎，商台乘勢安排他與占組成I Love You Boyz，一起主持新節目萬世巨星。該節目自播出後，一直保持高收聽率，為商台的王牌節目之一。Donald為叱咤903炮製每小時播出一次的電台口號，他更多次於電台口號中加插艾粒的歌曲。喜歡靈異事物的他曾編廣播劇大瘋人院，此廣播劇以搞笑及靈異廣為聽眾熟識。
他於I Love You Boyz化名為蔡輕麟，2004年加入英皇娛樂公司並推出首張大碟，擔任全碟創作及主唱部份。2005年正式加盟Silly Thing，於同年推出一張專輯並與香港年輕作家王貽興聯手參與及創作三個以I Love You Boyz作主題的舞臺劇。在2009年1月19日，I Love You Boyz在尖沙咀某酒店舉行「I Love You Boyz 高調過檔金牌大風簽約會」，正式加盟金牌大風。
2016年，他與兩位DJ於九龍城一所茶餐廳到被女DJ麻利亞的瘋狂粉絲用鐵棒打致頭部浴血及手部脫骹和骨裂，因而頭部被包紗布及手部打上石膏。
2019年4月5-6日，當奴與少爺占首次踏上紅磡體育館完成《艾粒boom紅館激戰》演唱會，為演藝生涯再寫下光輝一頁。
2019年7月與無綫開始基本藝人合約，2021年結束。

## 私人生活
2011年5月14日，唐劍康與藝人張致恆胞姊、前女子組合Krusty成員張詠恩（Jan）交往六年後結婚，二人婚後沒有子女。 2022年10月17日，唐劍康受訪時公開承認二人因性格不合，已於2017年離婚。

## 電台節目作品

### 現主持電台節目
- 聖艾粒LaLaLaLa（逢星期一至五黃昏5-7，與占、豪子、Jacky共同主持）
- 903專業推介（逢星期六上午11時至下午1時）
- My 當奴（於其他節目主持休假時播出）

### 曾主持電台節目
- 壯烈起身
- 午間小聚人環節
- 好Sweet Heart
- 熱竇(與蘭茜)
- 失敗園
- 青春火花(與蔡冕麗)
- Moto Club 903發原地
- 當奴已成怪事
- 嘩嘩嘩打到嚟！茂利專家搶錢熱線初賽(與蔡冕麗)
- 903萬人迷大作戰
- 陳奶占 X I Love You Boyz
- 當no way時搵Donald
- 好薯嘜
- 叱吒樂壇
- 樂人谷Donald別館
- 903 id club 當奴代演（於少爺占放假時，代替陳占公演）
- 密碼啟示錄（與雲海主持）
- 大鐵人123
- 歡樂粒宵預演版（於森美、小儀演出舞台劇《BIG NOSE》時，與少爺占主持，代替架勢堂）
- AiShiTeRu（逢星期六下午3時至5時，與阮小儀主持）
- 萬世巨星（2004年10月4日 至 2009年4月24日）（逢星期一至星期五下午4時至6時）
- 叱咤搞靈異（逢星期一至五凌晨 12時50分時至1時播放）
- 叱咤叱叱咤（2009年4月27日 至 2011年9月9日）（逢星期一至五下午4時至6時播放）
- Black（逢星期六下午4時至6時）
- Red MR 紅人派對 流行大紅日（逢星期六下午5時至5時30分）
- 口水多過浪花（2011年9月12日 至 2016年5月13日）（逢星期一至五下午2時至4時，與占、鄭裕玲共同主持節目）
- 聽𠵱啲Music（2018年3月3日 至 2019年5月4日）逢星期六晚上7時至晚上8時，以DJ Donald名義與DJ King共同主持）
- 突然好想聽（逢星期日晚上7時至9時，暫代Vani國語類節目）

### 現播放廣播劇
- 鋼鐵老竇 飾 老竇
- 學友與Jimmy 飾 露芙(細細粒/蚊之)

### 曾參與廣播劇
- 2072 飾 減減（逢星期二及星期四於叱咤叱叱咤內播放）
- I Love You Boyz
- I Love You Boyz - 時裝世界
- I Love You Boyz - 萬世巨星
- I Love You Boyz - 勵志劇場／勁棍劇場 飾 蔡輕麟
- 大瘋人院 飾 李修言
- 艾粒電視台（一人分飾多角）
- 黃金少年 飾 王雞（縮細俠）
- 七劍 飾 灰王
- 妹妹妹妹實況劇場 飾 亞奴
- 艾粒電視台2007加強版（一人分飾多角）
- 銀河道士講鬼故 飾 銀河道士
- 校園青蔥斷斷續續長劇－波波校園 飾 爛面蛇
- 我愛黑腳會 飾 白人主持
- 大野叔叔拆你屋 飾 原子粒收音機
- Donald科幻巨獻－怪異集 飾 李居然道士／梁S浩／銀河道士（逢星期二、四於萬世巨星時段播出）
- 艾粒寶島電視台（一人分飾多角）
- 最好的時光 二 飾 蕭銘賢
- 當奴科幻鉅獻：龍．虎．爆飾 阿爆（逢星期二及星期四於下午5時30分萬世巨星節目內播放）
- 愛奴寫 o野 同盟 ( 以聽眾提供之故事編寫成單元劇 ) - 我為何讓你走 飾 藍天號
- 全職殺手 飾 朱繼昌
- 大連的子民 飾 乾權皇帝（逢星期一及星期三於叱咤叱叱咤內播放）
- 攣豬豬 飾 Geradin（逢星期二及星期四於叱咤叱叱咤內播放）
- 大蛇傳 飾 Bobby（逢星期二及星期四於叱咤叱叱咤內播放）
- 皇家戲劇學院 飾 羅拔列（逢星期一及星期三於叱咤叱叱咤內播放）
- 大連的子民 三世 飾 乾權皇帝（逢星期一及星期三於叱咤叱叱咤內播放）
- 孿豬豬(3) 飾 Geradin（逢星期二及星期四於叱咤叱叱咤內播放）
- 艾粒八掛雜誌 飾 不定（逢星期五於叱咤叱叱咤內播放）

## 演出作品

### 舞台劇／演唱會

#### 森美小儀歌劇團
- 1999 《很長的Good Morning Miss》
- 2001年 《有怪莫怪的世界》
- 2002年 《奪標》
- 2003年 《大衛營》

#### I Love You Boyz 劇場 / 演唱會
- 2005年 《歡樂滿TOUR之娛樂大飲茶》
- 2005年 《歡樂滿Tour Part II 之 05壓軸導人向笑劇場 - 龍兄鳳弟》
- 2006年 《歡樂粒宵》
- 2007年 《GaGame Show 鬆啲!衣池瀨!》
- 2009年 《2009 X'MAS ILUB FINAL SHOW 艾粒"普世歡騰"核能人》
- 2012年 《艾粒一百週年呈獻:Ten年meme》
- 2016年 《Yo！聖艾粒Battle五行欠》
- 2017年《艾粒拾伍年開光大典》
- 2017年《JOOX Presents ILUB C ALL MOMENT 演唱會》
- 2019年《艾粒boom紅館激戰》演唱會
- 2022年《歌頌生命沿途有你艾與粒激情雙星璀璨二十ICHIBAN香港之夜》演唱會

#### 其他
- 2011年 《當奴．雲海．骷髏頭》與雲海合作演出
- 2014年 《當奴 All You Gag 歡樂阿家藐咀騷》
- 2014年 《深夜猛鬼食堂》
- 2015年 《只談喜愛 不談戀愛》
- 2016年 《告別之後》
- 2021年 《久天長地》

### 電視劇(無綫電視)
| 播放年份 | 名稱                  | 角色               |
| -------- | --------------------- | ------------------ |
| 2005     | 《赤沙印記@四葉草.2》 | 客串               |
| 2007     | 《森之愛情》          | 飾 程朗好友 (客串) |
| 2021     | 逆天奇案              | 飾 阿奴            |

### 電視劇(ViuTV)
| 播放年份 | 名稱         | 角色              |
| -------- | ------------ | ----------------- |
| 2018年   | 《VR驅魔人》 | 銀行道士(Gip Gip) |

### 綜藝節目
- 無線電視節目
  - 零捨扮o野（與少爺占主持）
  - 勁歌金曲（與少爺占以I Love You Boyz身份出現）
  - 阿笨與阿占(與少爺占主持及配音)（Donald聲演阿笨；少爺占聲演阿占）
  - 15/16 (與少爺占以I Love You Boyz身份參與)
  - 愚樂i love you（與少爺占主持）
  - 奧運我至叻 (與Donald以I Love You Boyz身分參與)
  - 愚樂i love you . summer(與少爺占主持)
  - 阿笨與阿占 2(與少爺占主持)（少爺占聲演阿占；Donald聲演阿笨）
  - 好友移城第三集(與少爺占主持)
  - 亮相(與少爺占以I Love You Boyz身份參與，贏得五萬元)
  - 2008兒歌金曲頒獎典禮 (與少爺占、謝安琪、商天娥主持)
  - 筋肉擂台(與少爺占主持)
  - 星星同學會(嘉賓)
  - 耳分高下(與少爺占以I Love You Boyz身分參與)
  - 掌故王(與少爺占以I Love You Boyz身分參與)
  - 係咪小兒科(與少爺占以I Love You Boyz身分參與，贏得17萬5千元)
  - 美女廚房(與少爺占以I Love You Boyz身分參與)
  - 逐格鬥(與Donald、鄭裕玲主持)
  - 華麗明星賽(與少爺占以I Love You Boyz身分參與)
  - Do姐有問題2(與少爺占以I Love You Boyz身分參與)
  - 大整蠱(與少爺占、農夫(C君、陸永)主持)
- J2｜MyTV Gold節目
  - 鬼上你架車(與方力申主持)
  - 鬼上你架車2(與方力申主持)
  - 鬼上你架車3(與方力申主持)
- 有線娛樂台節目
  - 玩死男朋友  （與少爺占主持)
- ViuTV節目
  - 總有一隻喺左近（與少爺占以I Love You Boyz身分參與）第五集
  - 對不起 標籤你（與少爺占主持）
  - 黑料理（與少爺占主持）
  - 全民造星IV評判
  - 讓我一次買個夠（與練美娟主持）

### 電影
- 2004 甜絲絲 飾 蔡輕麟
- 2004 精武家庭
- 2006 新紮師妹3 飾 廖俊熙 Vito
- 2008 六樓后座2家屬謝禮 飾 邦邦
- 2009 保持愛你 飾 阿虎
- 2009 矮仔多情 飾 啊門
- 2009 流浪漢世界盃 飾 社工Sunny
- 2014 金雞SSS 飾 男妓
- 2022 闔家辣 飾 陳美貞之兄
- 2022 阿媽有咗第二個 飾 Donald

### 電影配音
- 2004 喜馬拉亞星
- 2005 老友狗狗
- 2007 反斗仙履奇緣 聲演 阿懞
- 2007 阿森一族大電影
- 2008 荒失失奇兵2 聲演 隊長
- 2011 奇鸚嘉年華 聲演 尼克
- 2012 荒失失奇兵3：歐洲逐隻捉 聲演 隊長
- 2014 荒失失企鵝 聲演 隊長
- 2019 反斗奇兵4 聲演 阿得

### 廣告
- 2004-2005 Nestle – Kit Kat Mar（平面廣告）
- 2005 SMARTONE（平面廣告）
- 2005 NOKIA 急手令大格鬥（平面廣告）
- 2006 Sanyo 數碼攝錄機（代言人）
- 2006 加州紅903 遊樂團音樂集會
- 2007 Neway K波之王 Neway做主場
- 2008 Xbox 360 life（平面廣告）
- 2009 利賓納 凍檸賓
- 2010 SonyTX10(數碼相機)

### 網上劇集
- 2004 《百分百感覺 1, 2》
- 2004 《一起喝采》

### 舞台
- 2007 《瘋女社》（一場嘉賓）
- 2009 《野仔Easter Animals Live》年與Dear Jane成員組成Donald Jane擔任一場嘉賓(名為Donald 2.0)
- 2010年 《Reasons To Be Pretty》與官恩娜、張繼聰等人合作演出

## 其他作品

### 影碟
- 2006 《歡樂滿Tour Part II 之 05壓軸導人向笑劇場 – 龍兄鳳弟》（DVD/VCD）
- 2006 《艾粒電視台》（DVD）
- 2006 《歡樂粒宵》（DVD/VCD）
- 2007 《艾粒電視台第二集 奸爸DVD》（特別版附送《我是高佬》大碟）
- 2008 《GaGame Show 鬆啲!衣池瀨!》（DVD/VCD）
- 2008 《艾粒電視台第三集 艾粒巨棒堂》（DVD）
- 2009 《艾粒1979　口牽口三十年 CDVD》
- 2009 《To Be Continued》
- 2010 《2009 X'MAS ILUB FINAL SHOW 艾粒"普世歡騰"核能人》（DVD）

### 書籍
- 2003 《叱咤樂壇封面故事》（與 Mini 蔡冕麗 聯手撰寫）
- 2007 《I Love You Boyz東京勁作狀》（與少爺占 聯手撰寫）
- 2008 《艾粒老爺車》（與少爺占 聯手撰寫）
- 2010 《銀河道士講鬼故》

### 唱片
- 2004 《我想買隻I Love You Boyz大碟》
- 2005 《Silly King》
- 2005 《Silly King (2nd Version)》

### 活動主持
- 2008 聖若瑟書院歌唱比賽 (Internal Talent Quest)

## 獎項
- 2004 Yahoo! 搜尋人氣大獎「節目主持人」 （页面存档备份，存于）（與占組成之I Love You Boyz）
- 2005 商台叱吒樂壇流行榜頒獎禮「生力軍組合」銅獎（與占組成之I Love You Boyz）
- 2005 PM 05 強勢創意組合（與占組成之I Love You Boyz）
- 2005 廣州電台金曲金榜頒獎禮2005年度人氣組合獎（與占組成之I Love You Boyz）

## 外部連結
- Donald的Instagram帳戶
- Donald的Facebook專頁
- 商業電台主持介紹－Donald（页面存档备份，存于）
- 唐劍康的新浪微博
- Donald's BLOG@my903.com
- MyDonald.com